# Futebol nos Jogos Insulares de 2017 - Torneio masculino
O torneio de futebol masculino fez parte dos eventos de futebol nos Jogos Insulares de 2017, foi a décima quinta edição dos jogos com a participação do futebol.

## Participantes[1]
| - Åland - Alderney - Anglesey - Frøya - Gotland - Groelândia - Guernsey - Hitra | - Ilha de Man - Ilhas Malvinas - Ilhas Ocidentais - Jersey - Minorca - Orkney - Saaremaa - Shetland |

## Fase de grupos

### Grupo A
| Rank | Equipe   | J | V | E | D | GP | GC | SG  | Pts |
| ---- | -------- | - | - | - | - | -- | -- | --- | --- |
| 1    | Minorca  | 3 | 2 | 1 | 0 | 10 | 3  | +7  | 7   |
| 2    | Jersey   | 3 | 2 | 1 | 0 | 9  | 3  | +6  | 7   |
| 3    | Orkney   | 3 | 1 | 0 | 2 | 3  | 4  | -1  | 3   |
| 4    | Alderney | 3 | 0 | 0 | 3 | 0  | 12 | -12 | 0   |

| 25 de junho | Minorca       | 1 - 0  | Orkney | Stenkyrka |
| 17:00       | Arguimbau 73' | Report |        |           |

| 25 de junho | Alderney | 0 - 3  | Jersey                                 | Väskinde |
| 17:00       |          | Report | Russell 11' · Le Quesne 57' · Weir 82' |          |

| 26 de junho | Jersey              | 3 - 3  | Minorca               | Visby (Visborgsvallen) |
| 17:00       | Hinds 70', 83', 89' | Report | Lacalle 34', 52' · ?' |                        |

| 26 de junho | Orkney                           | 3 - 0  | Alderney | Hemse |
| 13:00       | Bews 4' · Drever 40' · Stout 46' | Report |          |       |

| 27 de junho | Minorca                                          | 6 - 0  | Alderney | Fårösund |
| 17:00       | Rubio 2', 41', 66', 88' · Lacalle 45' · Pons 90' | Report |          |          |

| 27 de junho | Orkney | 0 - 3  | Jersey                      | Väskinde |
| 17:00       |        | Report | Hinds 35' · Lester 39', 72' |          |

### Grupo B
| Rank | Equipe           | J | V | E | D | GP | GC | SG  | Pts |
| ---- | ---------------- | - | - | - | - | -- | -- | --- | --- |
| 1    | Groelândia       | 3 | 2 | 1 | 0 | 6  | 2  | +4  | 7   |
| 2    | Gotland          | 3 | 2 | 0 | 1 | 15 | 2  | +13 | 6   |
| 3    | Ilhas Ocidentais | 3 | 1 | 0 | 2 | 4  | 13 | -9  | 3   |
| 4    | Frøya            | 3 | 0 | 1 | 2 | 5  | 13 | -8  | 1   |

| 25 de junho | Gotland                                                                 | 7 - 1  | Frøya        | Visby (Gutavallen) |
| 20:45       | Dahlström 2', 72' · Öhman 38', 58', 67' · Zackrisson 86' · Engqvist 90' | Report | Mathisen 88' |                    |

| 25 de junho | Ilhas Ocidentais | 0 - 3  | Groelândia                         | Säve |
| 17:00       |                  | Report | Svane 20' · Zeeb 45' · Bistrup 90' |      |

| 26 de junho | Ilhas Ocidentais | 0 - 8  | Gotland                                                                                    | Dalhem |
| 17:00       |                  | Report | Öhman 16', 70', 72' · Eneqvist 52' · Zackrisson 53' · Dahlström 59', 80' · Starkenberg 89' |        |

| 26 de junho | Ilhas Ocidentais          | 2 - 2  | Groelândia                | Hemse |
| 17:00       | Sørdal 13' · Johansen 40' | Report | Mathæussen 27' · Juhl 77' |       |

| 27 de junho | Gotland | 0 - 1  | Groelândia    | Visby (Visborgsvallen) |
| 17:00       |         | Report | Mathæussen 4' |                        |

| 27 de junho | Frøya                       | 2 - 4  | Ilhas Ocidentais                           | Säve |
| 17:00       | Jasaites 34' · Johansen 45' | Report | Smith 26' · Macdonald 33', 48' · Munro 90' |      |

### Grupo C
| Rank | Equipe   | J | V | E | D | GP | GC | SG | Pts |
| ---- | -------- | - | - | - | - | -- | -- | -- | --- |
| 1    | Guernsey | 3 | 1 | 2 | 0 | 5  | 2  | +3 | 5   |
| 2    | Åland    | 3 | 1 | 2 | 0 | 3  | 2  | +1 | 5   |
| 3    | Shetland | 3 | 1 | 0 | 2 | 6  | 9  | -3 | 3   |
| 4    | Saaremaa | 3 | 0 | 2 | 1 | 5  | 6  | -1 | 2   |

| 25 de junho | Guernsey  | 1 - 1  | Åland     | Dalhem |
| 17:00       | Allen 83' | Report | Appel 18' |        |

| 25 de junho | Saaremaa                                     | 4 - 5  | Shetland                                                       | Hemse |
| 17:00       | Pruul 28' · Laht 41' · Stern 55' · Viira 76' | Report | Aitken 4' · Bradley 28' · Maver 59' · Sinclair 71' · Flaws 72' |       |

| 26 de junho | Shetland | 0 - 3  | Guernsey                     | Stenkyrka |
| 17:00       |          | Report | ?' · Allen 43' · Gauvain 63' |           |

| 26 de junho | Åland | 0 - 0  | Saaremaa | Fardhem |
| 17:00       |       | Report |          |         |

| 27 de junho | Guernsey | 1 - 1  | Saaremaa | Dalhem |
| 20:00       | Allen 7' | Report | Stern 9' |        |

| 27 de junho | Åland                       | 2 - 1  | Shetland  | Visby (Gutavallen) |
| 20:00       | Hemming 32' · Rosenberg 79' | Report | Flaws 90' |                    |

### Grupo D
| Rank | Equipe         | J | V | E | D | GP | GC | SG  | Pts |
| ---- | -------------- | - | - | - | - | -- | -- | --- | --- |
| 1    | Ilha de Man    | 3 | 3 | 0 | 0 | 14 | 2  | +12 | 9   |
| 2    | Anglesey       | 3 | 2 | 0 | 1 | 8  | 5  | +3  | 6   |
| 3    | Hitra          | 3 | 1 | 0 | 2 | 3  | 11 | -8  | 3   |
| 4    | Ilhas Malvinas | 3 | 0 | 0 | 3 | 3  | 10 | -7  | 0   |

| 25 de junho | Ilha de Man                                | 5 - 0  | Hitra | Fårösund |
| 17:00       | McNulty 11', 24', 38' · Morrissey 53', 79' | Report |       |          |

| 25 de junho | Anglesey          | 3 - 0  | Ilhas Malvinas | Visby (Gutavallen) |
| 17:00       | Owen 8', 45', 63' | Report |                |                    |

| 26 de junho | Ilhas Malvinas | 2 - 5  | Ilha de Man                            | Säve |
| 17:00       | Toolan 6', 68' | Report | Morrissey 5', 8', 19', 47' · Doyle 39' |      |

| 26 de junho | Hitra        | 1 - 5  | Anglesey                                                   | Väskinde |
| 17:00       | Athammer 76' | Report | McGivern 17' · Brookwell 35' · Owen 56', 60' · Roberts 58' |          |

| 27 de junho | Ilha de Man                                        | 4 - 0  | Anglesey | Stenkyrka |
| 17:00       | Morrissey 9' · McNulty 18' · Jones 63' · Doyle 90' | Report |          |           |

| 27 de junho | Hitra                  | 2 - 1  | Ilhas Malvinas | Fardhem |
| 17:00       | Eide 40' · Refsnes 90' | Report | Morales 1'     |         |

## Partidas de colocação

### Disputa do 15º lugar
| 29 de junho | Ilhas Malvinas | 0 - 3  | Alderney                               | Säve |
| 17:00       |                | Report | Olliver 46' · Parry 51' · Benfield 90' |      |

### Disputa do 13º lugar
| 29 de junho | Saaremaa                                | 4 - 2  | Frøya                | Fardhem |
| 17:00       | Suursaar 32', 49' · Laht 55' · Paju 90' | Report | Kristiansen 58' · ?' |         |

### Disputa fo 11º lugar
| 29 de junho | Hitra        | 1 - 1  | Ilhas Ocidentais | Stenkyrka |
| 17:00       | Kvakland 20' | Report | Maciver 47'      |           |

|  |       | Penalidades |
|  | 3 - 5 |             |

### Disputa do 9º lugar
| 29 de junho | Orkney                                 | 3 - 1  | Shetland  | Dalhem |
| 17:00       | C.Hellewell 66', 72' · S.Hellewell 90' | Report | Maver 65' |        |

### Disputa do 7º lugar
| 29 de junho | Anglesey | 0 - 2  | Åland                         | Fårösund |
| 17:00       |          | Report | Blomqvist 73' · Nordström 88' |          |

### Disputa do 5º lugar
| 29 de junho | Jersey                          | 3 - 2  | Gotland                      | Visby (Gutavallen) |
| 20:45       | Lester 47', 56' · Le Quesne 82' | Report | Dahlström 51' · Eneqvist 66' |                    |

## Semifinais
| 29 de junho | Groelândia | 1 - 1  | Minorca      | Väskinde |
| 13:00       | ?'         | Report | Mercadal 25' |          |

|  |       | Penalidades |
|  | 3 - 1 |             |

| 29 de junho | Guernsey                        | 3 - 4  | Ilha de Man                                          | Fardhem |
| 13:00       | Loaring 25', 48' · Fallaize 67' | Report | Bell 45' · McNulty 46' · Simpson 65' · Morrissey 90' |         |

#### Disputa do 3º lugar
| 30 de junho | Minorca | 0 - 1  | Guernsey    | Väskinde |
| 12:30       |         | Report | Loaring 28' |          |

#### Final
| 30 de junho | Groelândia | 0 - 6  | Ilha de Man                                                      | Visby (Gutavallen) |
| 13:00       |            | Report | Simpson 24', 36' · Jones 58' · McNulty 80' · Liam Doyle 83', 86' |                    |

| Campeão dos Jogos Insulares de 2017 |
| ----------------------------------- |
| Ilha de Man Primeiro título         |

## Classificação final
| Rank | Equipe           |
| ---- | ---------------- |
|      | Ilha de Man      |
|      | Groelândia       |
|      | Guernsey         |
| 4    | Minorca          |
| 5    | Jersey           |
| 6    | Gotland          |
| 7    | Åland            |
| 8    | Anglesey         |
| 9    | Orkney           |
| 10   | Shetland         |
| 11   | Ilhas Ocidentais |
| 12   | Hitra            |
| 13   | Saaremaa         |
| 14   | Frøya            |
| 15   | Alderney         |
| 16   | Ilhas Malvinas   |